# 夜晚的水母不會游泳
《夜晚的水母不會游泳》（簡稱）是於2024年4月至6月播出的日本原創電視動畫，動畫製作公司由動畫工房担任，亦是動畫工房成立50週年紀念作品。

## 登場人物

### JELEE
光月真晝（聲：伊藤美來）
崇尚自由主义的量产型女高中生。有感受性太强的倾向，能發自內心贴近别人，也容易因为一点小事而受伤。幼年时期以插画家“海月夜”的身份活动，但因某件事而被迫停止活动，因此产生了心理阴影。与花音的相遇为契机，她的日常生活又走向了特别的方向。
山之內花音（聲：高橋李依）
对想做的事一门心思的前偶像。坚持己见，不被他人的意见所左右的类型。曾经作为偶像组合“Sunflower Dolls”的中心成员“橘乃乃香”，但因为某起事件而毕业離開偶像團體。为了做真正想做的事，开始摸索那条道路。遇到了改变自己价值观的水母壁画的作者——海月夜。
渡瀨綺羽衣（聲：富田美憂）
真昼的青梅竹马。作为Vtuber“龍崎諾克斯”進行活动着，是唯一能让真昼不介意过去的人，为了她这个重要的朋友，不惜一切帮助。小時候個性原本就很活潑外向，但在升上高中後無法融入班級，而逐漸成為家裡蹲並羞於把真實情況告知真昼，但在真昼和花音找上門尋求幫忙製作音樂MV後，決定再一次敞開自己的心房。
高梨·金·安努克·芽衣（聲：島袋美由利）
音乐大学附属高中的大小姐，有著德国混血的外貌；卻將自己的橘髮染成黑色。从小接受音乐英才教育，是在音乐比赛中获奖无数的优秀人才，但因外國血統在班上備受排擠，直到某次前往“Sunflower Dolls”的見面會時，意外被打開自己心房的橘乃乃香所吸引而成為狂粉。當橘乃乃香詢問姓名時，從自己姓氏「金(Kim)」中取諧音，稱自己為「木村(Kimura)」。事後將自己的頭髮染成跟橘乃乃香一樣的黑色，即使在橘乃乃香離開偶像團體改回花音後依舊不改支持她的初心，同時暗中幫她做了不少專屬歌曲。
當橘乃乃香因為暴力事件而退出演藝圈時；自己也因此跟著陷入深淵。再次遇見偶像本人花音，一次贊助十萬日圓當推活；卻得知花音拒絕變回「橘乃乃香」；所以之後面對花音與真晝的請求，自己表示同樣拒絕為JELEE作曲。但之後演奏會花音如約前來聆聽；最終決定跟著推花音本人；並同意以「木村醬」的身分加入JELEE，意外是個音癡。
JELEE酱
真昼模仿水母的造型绘制的女孩插画。“JELEE”的吉祥物。

### 其他角色
咪子（聲：上坂堇）
自称是“最强银河系”、「未來的偶像之卵」。平時在真晝的水母畫前表演。总是充满干劲和毅力，笑容满面。
後來主動請求JELEE為自己寫歌並製作MV。在以當初真晝破壞海報的賠償要脅下，使JELEE一群人不得不答應委託。
本名為馬場靜江，31歲。從18歲出道；但花了將近14年卻一直默默无闻；被事務所下達最後通牒。
有一女兒亞璃惠瑠（聲：東山奈央）。
瀨藤夢露（聲：岡咲美保）
重新开始活动的偶像团体“Sunflower Dolls”的现任center。很信任制作人雪音。虽然和花音是同一个团体组合的伙伴，但现在的关系并不好。
柳桃子（聲：首藤志奈）
“Sunflower Dolls”的成员。在团体中是最年长的，很在意这件事。
鈴村灯里（聲：天城莎莉）
“Sunflower Dolls”的成员。有对其他成员让步的地方。
光月佳步（聲：松浦愛弓）
真晝的妹妹，对配信影片很感兴趣的小学五年级生。
早川美音（聲：安济知佳）
花音的姐姐。作为社会人有很多不成熟的地方，一直被花音照顾。喜欢酒。也对牛郎着迷。
小春（聲：濑户麻沙美）
花音和綺羽衣在駕照合宿認識的女性。曾動過整形及隆乳手術。
保奈美（聲：椎名碧流）
真昼和花音打工的卡拉OK酒吧的店长。
早川雪音（聲：甲斐田裕子）
花音和美音的母親，“Sunflower Dolls”的製作人兼上司。極有商業頭腦的女強人，對於一手成立的“Sunflower Dolls”的發展前景多有規劃，即使女兒花音因毕业而離開也不為所動，因JELEE在網路上的畫作被吸引，而委託真晝繪製“Sunflower Dolls”最新的宣傳圖，最終反被真晝請求讓花音再次登台演出，事成後與花音一同解開彼此心結。

## 製作
2023年3月24日，初次公開有關本作的消息，包括前導宣傳片、視覺圖，以及作品簡介和主要製作人員陣容；這部作品是「以澀谷為舞台的青春群像劇」，「在夜晚的澀谷遊蕩、一事無成的少女，在某次特別的邂逅後展開故事」。其後分別在5月12日、7月28日和10月23日公開第2、3、4輪前導宣傳片及視覺圖。
根據導演竹下良平所講，之所以選擇以實景真人的方式來製作前導宣傳片，主要是因為不想將製作本篇動畫的資源分給前導宣傳片，也有部份是因為他本人想嘗試創作實景真人作品。
2023年11月1日，公開第1條動畫宣傳片，公佈動畫定於翌年4月首映，並公開4名主角的聲優。同時亦宣佈改編漫畫定於2024年4月在講談社漫畫網上平台「Magazine Pocket」（マガジンポケット）開始連載，由繪畫。

## 主題曲
片頭曲Irodori
主唱：，作詞、作曲：，編曲：永井正道
片尾曲一天是25小時。
主唱：，作詞、作曲、編曲：40mP
第12話由JELEE演唱，作插曲使用。
插入曲
繽紛月光（吉他演奏版）（第1話）
主唱：JELEE，作詞：40mP，作曲、編曲：橫山克
繽紛月光（第1話）
主唱：咪子（上坂堇），作詞：40mP，作曲、編曲：橫山克
Chai Maxx ZERO（第1、10話）
主唱：咪子（上坂堇），作詞：只野菜摘，作曲、編曲：橫山克
最強女孩（第3、6話）
主唱：JELEE，作詞、作曲、編曲：40mP
第3話當作片尾曲使用。
月亮溫度（第4話）
主唱：JELEE，作詞、作曲、編曲：40mP
當作片尾曲使用。
lovely weather（第4、11—12話）
主唱：Sunflower Dolls（瀨藤夢露（岡咲美保）、柳桃子（首藤志奈）、鈴村燈里（天城莎莉））
作詞：只野菜摘，作曲、編曲：橫山克
澀谷水族館（第5話）
主唱：JELEE，作詞、作曲、編曲：40mP
當作片尾曲使用。
海藍一色（第8話）
主唱：JELEE，作詞、作曲、編曲：40mP
lovely weather 瀨藤夢露ver.（第10話）
主唱：瀨藤夢露（岡咲美保），作詞：只野菜摘，作曲、編曲：橫山克
深海游泳（第12話）
主唱：JELEE 高橋李依，作詞、作曲、編曲：40mP
印象曲
繽紛月光
主唱：Sunflower Dolls（橘乃乃香（高桥李依）、濑藤梦露（冈咲美保）、柳桃子（首藤志奈）、铃村灯里（天城莎莉））
作词：40mP（劇情中由橘乃乃香作詞），作曲、编曲：横山克

## 各話列表
| 話數   | 標題             | 分鏡       | 演出       | 作畫監督                                                                                               | 總作畫監督                 | 首播日期      |
| ------ | ---------------- | ---------- | ---------- | --- | -------------------------- | ------------- |
| 第1話  | 夜晚的水母       | 竹下良平   | 竹下良平   | 中島千明、谷口淳一郎、豐田曉子、山野雅明、伊澤珠美                                                     | 谷口淳一郎                 | 2024年 4月7日 |
| 第2話  | 芽衣的推活       | 竹下良平   | 大迫光紘   | 谷口淳一郎、鈴木彩乃、德永沙耶香、松下郁子、崎口紗織                                                   | 谷口淳一郎                 | 4月14日       |
| 第3話  | 渡瀨綺羽衣       | 副島惠文   | 副島惠文   | 久保茉莉子、山本蓮雄、伊澤珠美                                                                         | 豐田曉子                   | 4月21日       |
| 第4話  | 雙A面            | 齊藤哲人   | 白幡良志之 | 德永沙耶香、松下郁子、崎口紗織、鈴木彩乃                                                               | 鈴木明日香                 | 4月28日       |
| 第5話  | 留言區           | 河原龍太   | 河原龍太   | 伊澤珠美、迫由里香、山本蓮雄、金慧秀、菊池愛、曾我篤史、久保茉莉子                                     | 谷口淳一郎                 | 5月5日        |
| 第6話  | 31（thirty-one） | 佐藤雅子   | 胡麻黄粉   | 鈴木彩乃、早川麻美、崎口紗織、川本由記子、久保茉莉子                                                   | 豐田曉子                   | 5月12日       |
| 第7話  | 黎明             | 白幡良志之 | 白幡良志之 | 、鈴木彩乃、松下郁子、德永沙耶香、千葉山夏惠                                                           | 鈴木明日香                 | 5月19日       |
| 第8話  | 變裝演唱會       | 副島惠文   | 副島惠文   | 川本由記子、金慧秀、伊澤珠美、山本蓮雄、久保茉莉子、                                                   | 豐田曉子、菊池愛、勝又聖人 | 5月26日       |
| 第9話  | 看清現實吧       | 河原龍太   | 河原龍太   | 中野美柚、山本悦子、本谷愛、伊澤珠美、曾我篤史、鈴木彩乃                                               | 谷口淳一郎                 | 6月2日        |
| 第10話 | 被推的一方       | 大迫光紘   | 大迫光紘   | 伊澤珠美、德永沙耶香、鈴木彩乃、本谷愛、山本蓮雄、松下郁子、千葉山夏惠、中野美柚、鈴木明日香           | 鈴木明日香                 | 6月9日        |
| 第11話 | 喜歡的事物       | 川村一     | 藤田星平   | 久保茉莉子、山本蓮雄、川本由記子、本谷愛、金慧秀、山本悅子、千葉山夏惠                                 | 豐田曉子 谷口淳一郎        | 6月16日       |
| 第12話 | JELEE            | 竹下良平   | 竹下良平   | 谷口淳一郎、中島千明、鈴木彩乃、鈴木明日香、中尾和麻、松下郁子、久保茉莉子、中野美柚、中田亞希子、朱里 | 谷口淳一郎                 | 6月23日       |

## BD
| 卷數 | 發行日期      | 收錄話數      | 規格編號     |
| ---- | ------------- | ------------- | ------------ |
| 1    | 2024年6月26日 | 第1話—第3話   | KIZX-90648/9 |
| 2    | 2024年7月31日 | 第4話—第6話   | KIZX-90650/1 |
| 3    | 2024年8月28日 | 第7話—第9話   | KIZX-90652/3 |
| 4    | 2024年9月25日 | 第10話—第12話 | KIZX-90654/5 |

## 漫畫
改編漫畫由繪製，於2024年4月7日至12月1日在講談社漫畫網上平台「Magazine Pocket」（マガジンポケット）連載。
- JELEE（原作）、（漫畫），全4卷

| 卷數 | 講談社         | 講談社                 | 台灣角川      | 台灣角川               |
| 卷數 | 發售日期       | ISBN                   | 發售日期      | ISBN                   |
| ---- | -------------- | ---------------------- | ------------- | ---------------------- |
| 1    | 2024年5月16日  | ISBN 978-4-06-535541-1 | 2025年4月3日  | ISBN 978-626-415-550-2 |
| 2    | 2024年7月17日  | ISBN 978-4-06-536131-3 | 2025年5月8日  | ISBN 978-626-415-683-7 |
| 3    | 2024年9月17日  | ISBN 978-4-06-536770-4 | 2025年6月19日 | ISBN 978-626-415-844-2 |
| 4    | 2024年12月17日 | ISBN 978-4-06-537439-9 | 2025年7月24日 | ISBN 978-626-415-845-9 |

## 小說
改編小說由負責動畫劇本的屋久悠樹撰寫，並由《GAGAGA文庫》（小學館）發行。
- 屋久悠樹（著）、JELEE（原作）、popman3580（封面插圖）、谷口淳一郎（插圖），全3卷

| 卷數 | 小学館        | 小学館                 |
| 卷數 | 發售日期      | ISBN                   |
| ---- | ------------- | ---------------------- |
| 1    | 2024年5月20日 | ISBN 978-4-09-453191-6 |
| 2    | 2024年6月18日 | ISBN 978-4-09-453194-7 |
| 3    | 2024年7月18日 | ISBN 978-4-09-453200-5 |

## 外部連結
- 官方网站（日語）
- 電視動畫的X（前Twitter）（日語）